# جیمی داک
جیمی داک (انگلیسی: Jimmy Dack؛ زادهٔ ۲ ژوئن ۱۹۷۲) بازیکن فوتبال اهل بریتانیا است.
از باشگاه‌هایی که در آن بازی کرده‌است می‌توان به باشگاه فوتبال اپسوم و اول اشاره کرد.